# Gösta Erikson
Gösta Elof August Erikson, folkbokförd Eriksson, född 25 april 1908 i Norrköpings Hedvigs församling, död 13 mars 1979 i Farsta församling i Stockholm, var en svensk målare och grafiker.
Han var son till arbetaren Julius Erikson och Elin Johansson. Erikson var som konstnär autodidakt och bedrev studier under resor till Danmark och Norge. Han medverkade i samlingsutställningen Stockholm av i dag 1943 och God konst i alla hem på Liljevalchs konsthall samt i Sveriges allmänna konstförenings utställningar. Bland hans offentliga arbeten märks oljemålningen Kiruna på Kirunas folkhögskola. Hans konst består huvudsakligen av abstrakta och non-figurativa arbeten i olja, pastell eller träsnitt.
Gösta Erikson var från 1933 till sin död gift med Margot Gilkinson (1914–1983).